# Симфонія № 13 (Моцарт)
Симфонія № 13, фа мажор, KV 112 Вольфганга Амадея Моцарта була написана в 1771 році.
Структура:
1. Allegro, 3/4
2. Andante, 2/4
3. Menuetto and Trio, 3/4
4. Molto Allegro, 3/8

Склад оркестру:
2 гобої, 2 валторни, фагот, струнні.

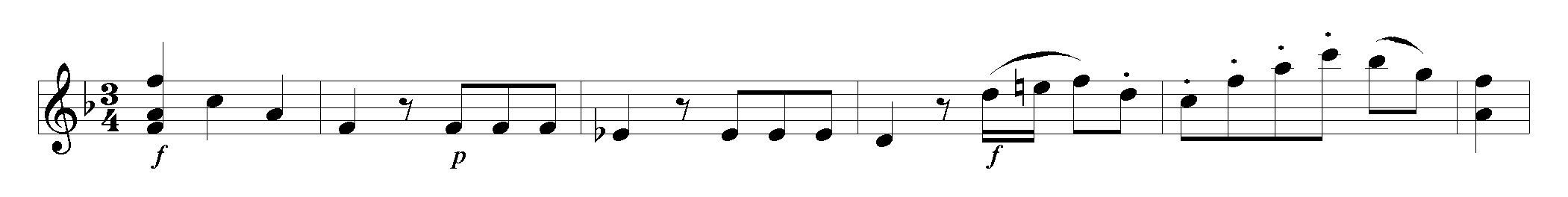
Симфонія № 13 (Моцарт), початок

## Ноти і література
Вікісховище має мультимедійні дані за темою: Симфонія № 13 (Моцарт)
- Ноти [Архівовано 25 березня 2012 у Wayback Machine.] на IMSLP
- Mozart, Wolfgang Amadeus; Giglberger, Veronika (preface), Robinson, J. Branford (transl.) (2005). Die Sinfonien III.. Kassel: Bärenreiter-Verlag. p. X. ISMN M-006-20466-3